# Maysel
Maysel est une commune française située dans le département de l'Oise en région Hauts-de-France.

## Géographie

### Localisation

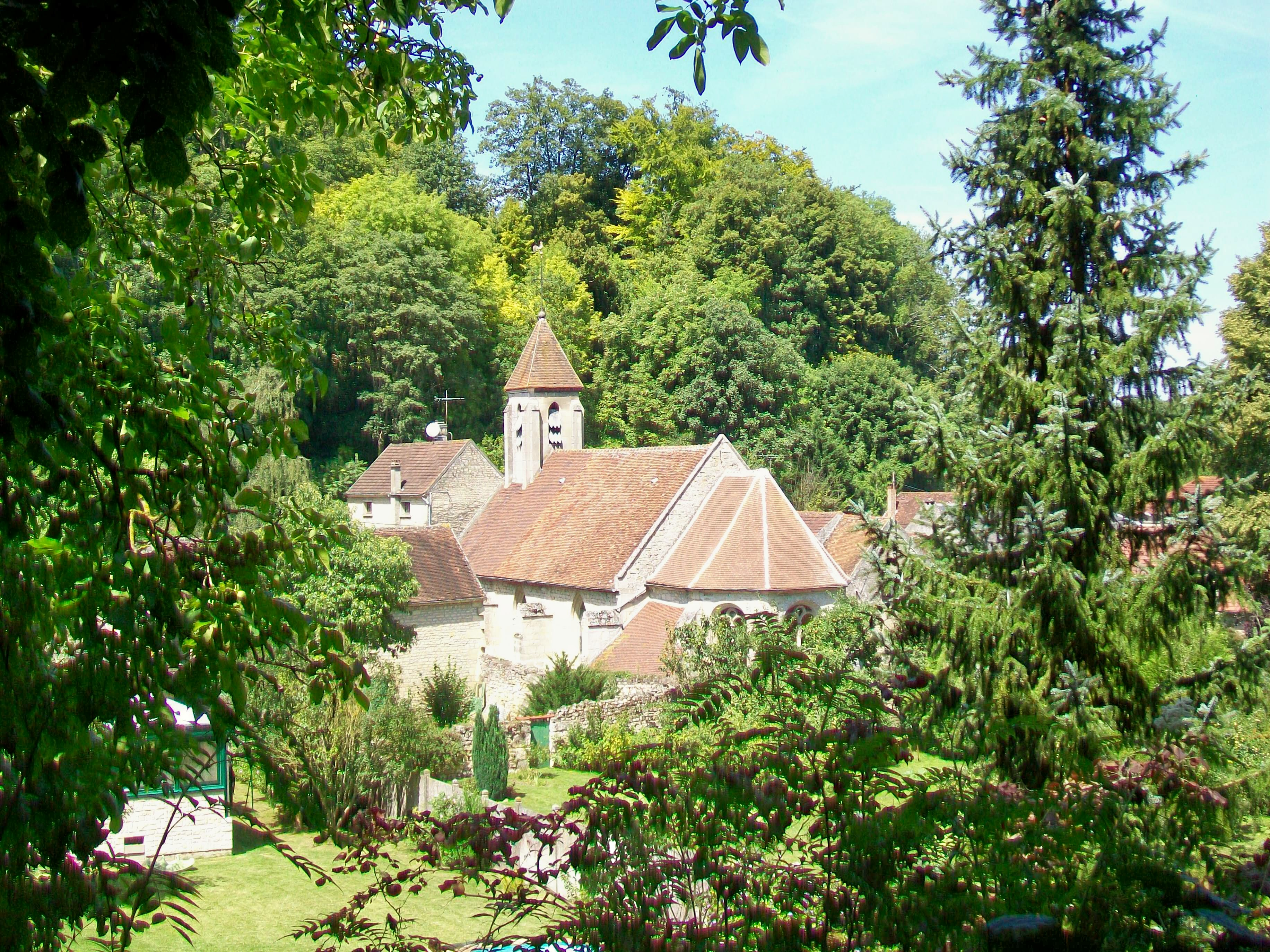
Paysage de la commune : L'église Saint-Didier, vue de la lisière de la forêt

Maysel est un village périurbain picard du Creillois et de la vallée du Thérain, niché dans un vallon  dans un environnement verdoyant  avec des bois, étangs, marais et  quelques intermèdes rocheux.
Il est situé à 8 km à l'ouest de Creil, 28 km au sud-est de Beauvais, 45 km au nord de Paris et à 14 km au sud de Clermont.
Le sentier de grande randonnée GR11 passe dans le village.
La commune se trouve dans l'aire d'attraction de Paris ainsi que dans la zone d'emploi et le bassin de vie de Creil.

### Communes limitrophes
Les communes limitrophes sont  Blaincourt-lès-Précy, Cires-lès-Mello, Cramoisy, Mello, Saint-Leu-d'Esserent et Saint-Vaast-lès-Mello.
| Cires-lès-Mello      | Mello                | Saint-Vaast-lès-Mello |
|                      | Maysel               | Cramoisy              |
| Blaincourt-lès-Précy | Saint-Leu-d'Esserent |                       |

### Hydrographie

#### Réseau hydrographique

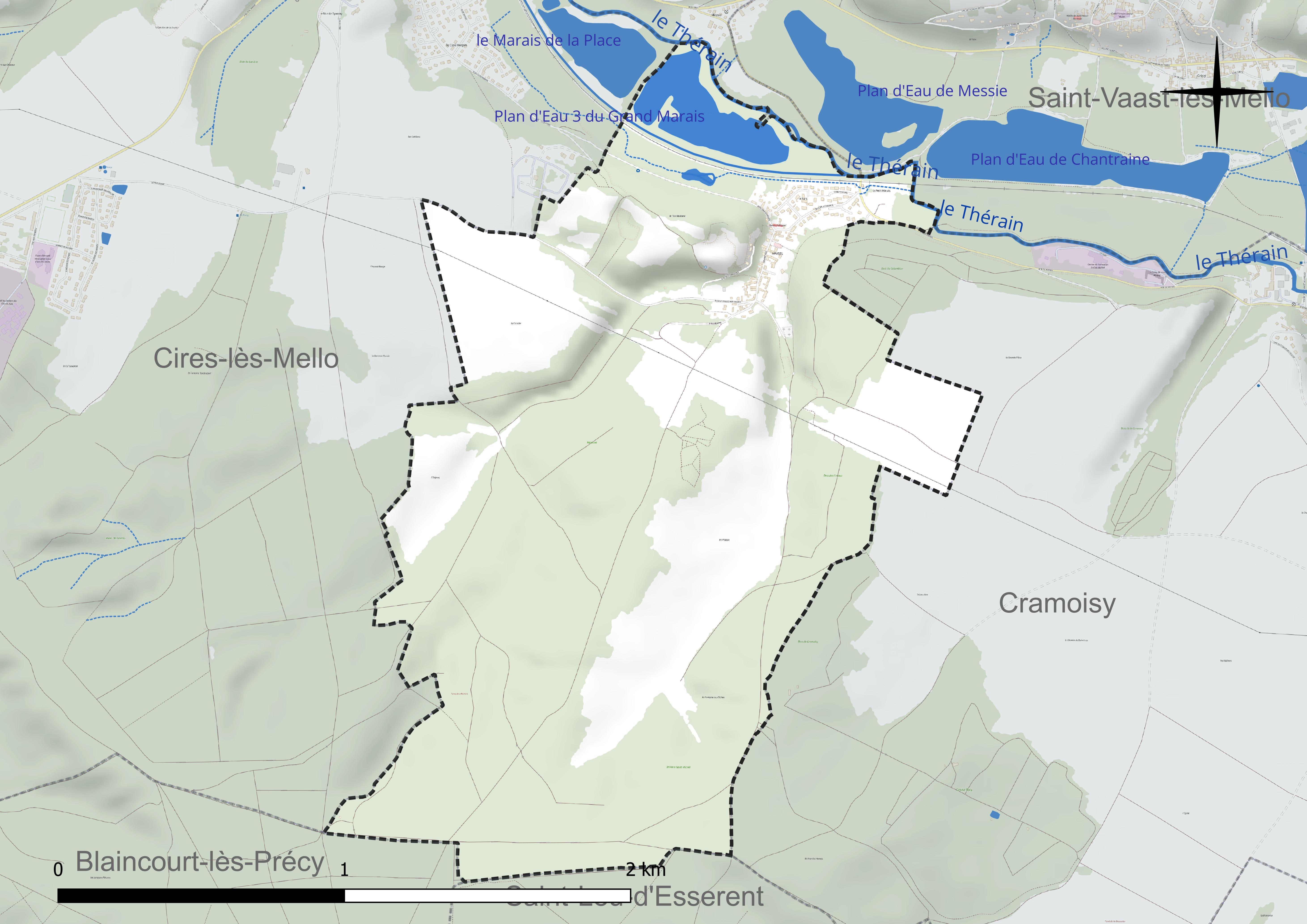
Réseau hydrographique de Maysel.

La commune est située dans le bassin Seine-Normandie. Elle est drainée par le Thérain,.
Le Thérain constitue la limite naturelle nord de la commune. D'une longueur de 94 km, il prend sa source dans la commune de Gaillefontaine et se jette  dans l'Oise à Saint-Leu-d'Esserent, après avoir traversé 43 communes. Les caractéristiques hydrologiques du Thérain sont données par la station hydrologique située sur la commune de Mello. Le débit moyen mensuel est de 7,79 m3/s. Le débit moyen journalier maximum est de 35,6 m3/s, atteint lors de la crue du 29 mars 2001. Le débit instantané maximal est quant à lui de 35,9 m3/s, atteint le même jour.
Un plan d'eau complète le réseau hydrographique : le plan d'eau 3 du Grand Marais, d'une superficie totale de 9,3 ha (9,3 ha sur la commune),.

#### Gestion et qualité des eaux
Le territoire communal est couvert par le schéma d'aménagement et de gestion des eaux (SAGE) « Sensée ». Ce document de planification concerne un territoire de 1 219 km2 de superficie, délimité par le bassin versant du Thérain. Le périmètre a été arrêté le 27 janvier 2023 et le SAGE proprement dit est, en 2024, en cours d'élaboration. La structure porteuse de l'élaboration et de la mise en œuvre est le syndicat intercommunal de la Vallée du Thérain (SIVT).
La qualité des cours d'eau peut être consultée sur un site dédié géré par les agences de l'eau et l'Agence française pour la biodiversité.

### Climat
Pour des articles plus généraux, voir Climat des Hauts-de-France et Climat de l'Oise.
En 2010, le climat de la commune est de type climat océanique dégradé des plaines du Centre et du Nord, selon une étude du CNRS s'appuyant sur une série de données couvrant la période 1971-2000. En 2020, Météo-France publie une typologie des climats de la France métropolitaine dans laquelle la commune est exposée à un climat océanique et est dans une zone de transition entre les régions climatiques « Sud-ouest du bassin Parisien » et « Nord-est du bassin Parisien ».
Pour la période 1971-2000, la température annuelle moyenne est de 10,9 °C, avec une amplitude thermique annuelle de 14,6 °C. Le cumul annuel moyen de précipitations est de 663 mm, avec 9,3 jours de précipitations en janvier et 8 jours en juillet. Pour la période 1991-2020, la température moyenne annuelle observée sur la station météorologique la plus proche, située sur la commune de Creil à 8 km à vol d'oiseau, est de 11,2 °C et le cumul annuel moyen de précipitations est de 662,2 mm,. Pour l'avenir, les paramètres climatiques de la commune estimés pour 2050 selon différents scénarios d'émission de gaz à effet de serre sont consultables sur un site dédié publié par Météo-France en novembre 2022.

### Milieux naturels et biodiversité
Une partie du Bois Saint-Michel, classé zone d’intérêt faunistique et floristique, se trouve sur le territoire communal.

## Urbanisme

### Typologie
Au 1er janvier 2024, Maysel est catégorisée commune rurale à habitat dispersé, selon la nouvelle grille communale de densité à sept niveaux définie par l'Insee en 2022.
Elle est située hors unité urbaine. Par ailleurs la commune fait partie de l'aire d'attraction de Paris, dont elle est une commune de la couronne,.

### Occupation des sols

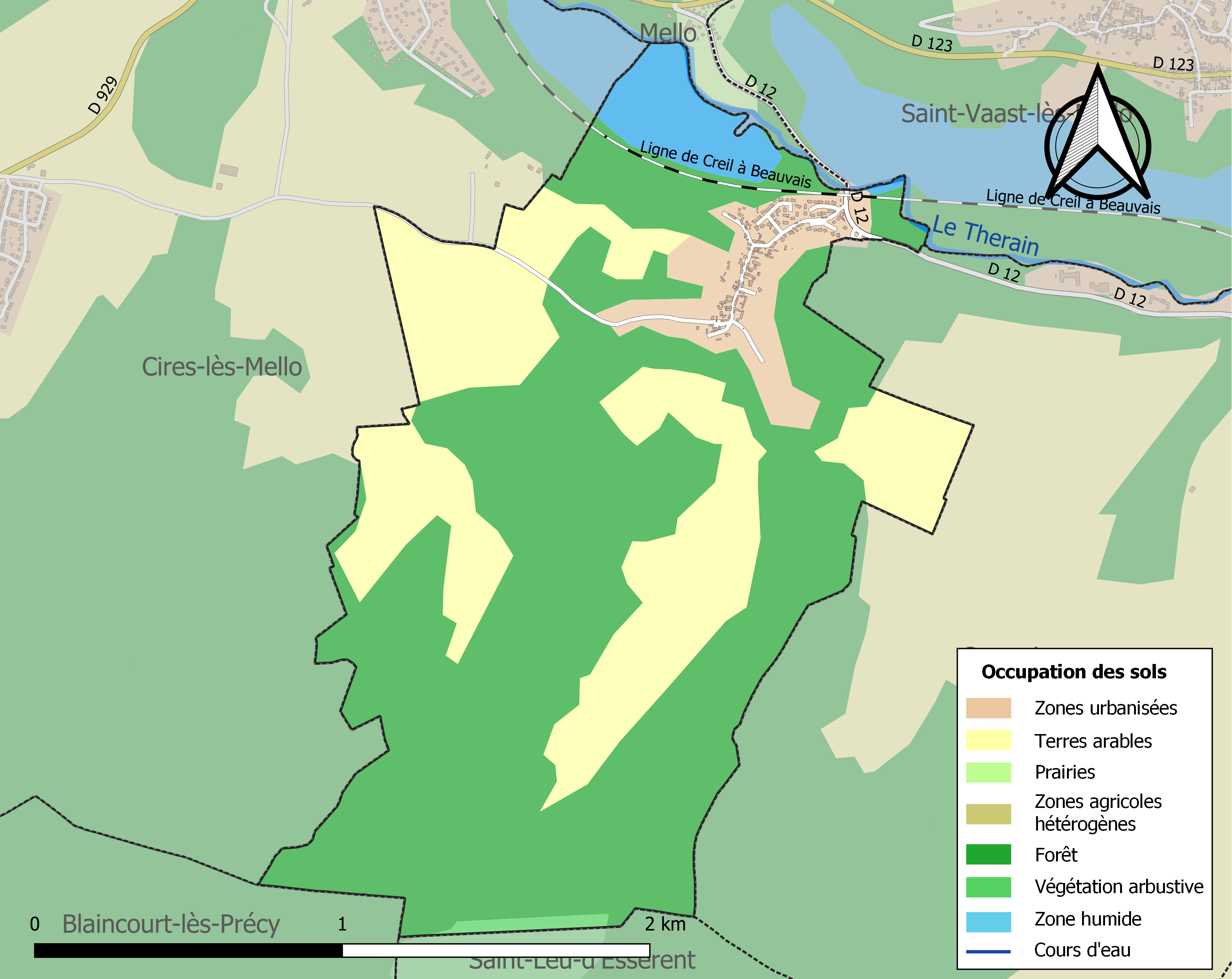
Carte des infrastructures et de l'occupation des sols de la commune en 2018 (CLC).

L'occupation des sols de la commune, telle qu'elle ressort de la base de données européenne d'occupation biophysique des sols Corine Land Cover (CLC), est marquée par l'importance des forêts et milieux semi-naturels (62,2 % en 2018), une proportion identique à celle de 1990 (62,2 %).
La répartition détaillée en 2018 est la suivante : forêts (61,4 %), terres arables (27,5 %), zones urbanisées (6,5 %), eaux continentales (3,8 %), milieux à végétation arbustive et/ou herbacée (0,7 %).
L'évolution de l'occupation des sols de la commune et de ses infrastructures peut être observée sur les différentes représentations cartographiques du territoire : la carte de Cassini (XVIIIe siècle), la carte d'état-major (1820-1866) et les cartes ou photos aériennes de l'IGN pour la période actuelle (1950 à aujourd'hui).

### Habitat et logement
En 2021, le nombre total de logements dans la commune était de 103, alors qu'il était de 105 en 2016 et de 107 en 2011.
Parmi ces logements, 93,2 % étaient des résidences principales, 4,8 % des résidences secondaires et 1,9 % des logements vacants. Ces logements étaient pour 97,1 % d'entre eux des maisons individuelles et pour 2,9 % des appartements.
Le tableau ci-dessous présente la typologie des logements à Maysel en 2021 en comparaison avec celle de l'Oise et de la France entière. Une caractéristique marquante du parc de logements est ainsi une proportion de résidences secondaires et logements occasionnels (4,8 %) supérieure à celle du département (2,4 %) mais inférieure à celle de la France entière (9,7 %).
| Typologie                                               | Maysel | Oise | France entière |
| ------------------------------------------------------- | ------ | ---- | -------------- |
| Résidences principales (en %)                           | 93,2   | 90,5 | 82,2           |
| Résidences secondaires et logements occasionnels (en %) | 4,8    | 2,4  | 9,7            |
| Logements vacants (en %)                                | 1,9    | 7    | 8,1            |

### Voies de communication et transports
La ligne de Creil à Beauvais passe sur le territoire communal, mais la station de chemin de fer la plus proche est la gare de Cramoisy, une halte desservie par des trains TER Hauts-de-France qui effectuent des missions entre les gares de Creil, et de Beauvais.
La commune est desservie, en 2023, par les lignes S1, S2 ainsi que par les services de transports à la demande AXO+3 et AXO+4 du réseau AXO. Elle est également desservie par les lignes 646, 647, 648 et 6345 du réseau interurbain de l'Oise.

## Toponymie
Attestée sous les formes Macellum en 1154, Maisel en 1157.
Du latin macellum (« abattoir »), de l'ancien français maisel « boucherie, abattoir », puis marché de la viande. Dans les villes gallo-romaines, le « macellum » était le quartier des abattoirs.

## Histoire
Au Moyen Âge, Maysel avait un château flanqué de tours qui appartenait à la baronnie de Mello, habité notamment par  Louis de Luxembourg-Saint-Pol dit le connétable de Saint-Pol, connétable de France.

### Époque contemporaine
Maysel est réuni à Cramoisy de 1826 à 1833, année où elle retrouve son autonomie communale.

## Politique et administration

### Rattachements administratifs et électoraux

#### Rattachements administratifs
La commune se trouve dans l'arrondissement de Senlis du département de l'Oise.
Elle faisait partie de 1801 à 1973  du canton de Creil, année où elle intègre le canton de Montataire. Dans le cadre du redécoupage cantonal de 2014 en France, cette circonscription administrative territoriale a disparu, et le canton n'est plus qu'une circonscription électorale.

#### Rattachements électoraux
Pour les élections départementales, la commune fait partie depuis 2014 d'un nouveau  canton de Montataire
Pour l'élection des députés, elle fait partie de la troisième circonscription de l'Oise.

### Intercommunalité
Maysel était membre de la communauté de communes Pierre - Sud - Oise, un établissement public de coopération intercommunale (EPCI) à fiscalité propre créé en 2004 et auquel la commune avait transféré un certain nombre de ses compétences, dans les conditions déterminées par le code général des collectivités territoriales.
Dans le cadre des dispositions de la loi portant nouvelle organisation territoriale de la République du 7 août 2015, qui prévoit que les établissements publics de coopération intercommunale (EPCI) à fiscalité propre doivent avoir un minimum de 15 000 habitants, cette petite intercommunalité a fusionné avec sa voisine pour former, le 1er janvier 2017, la communauté d'agglomération Creil Sud Oise dont est désormais membre la commune.

### Liste des maires
| Période                                  | Période                        | Identité        | Étiquette | Qualité                                                                                       |
| ---------------------------------------- | ------------------------------ | --------------- | --------- | --------------------------------------------------------------------------------------------- |
| Les données manquantes sont à compléter. |                                |                 |           |                                                                                               |
| avant 1995                               | 2001                           | Pierre Chaze    |           |                                                                                               |
| mars 2001,                               | 2008                           | Didier Béot     |           | Agent de maîtrise                                                                             |
| 2008                                     | mai 2020                       | Frédéric Tanguy |           | Fonctionnaire                                                                                 |
| mai 2020                                 | En cours (au 30 novembre 2023) | Hervé Lefez     | SE        | Fonctionnaire de police en région parisienne Vice-président de la CA Creil Sud Oise (2020 → ) |

## Équipements et services publics

### Postes et télécommunications
La commune, mal couverte par les réseaux de téléphonie mobile mais qui dispose d'un réseau fibré de téléphonie fixe, refuse en 2020 l'installation d'une antenne-relais, jugée trop proche des habitations.

## Population et société

### Démographie
Les habitants son dénommés les maysellois.

#### Évolution démographique
L'évolution du nombre d'habitants est connue à travers les recensements de la population effectués dans la commune depuis 1793. Pour les communes de moins de 10 000 habitants, une enquête de recensement portant sur toute la population est réalisée tous les cinq ans, les populations de référence des années intermédiaires étant quant à elles estimées par interpolation ou extrapolation. Pour la commune, le premier recensement exhaustif entrant dans le cadre du nouveau dispositif a été réalisé en 2005.

En 2022, la commune comptait 214 habitants, en évolution de −14,06 % par rapport à 2016 (Oise : +0,87 %, France hors Mayotte : +2,11 %).
| 1793 | 1800 | 1806 | 1821 | 1836 | 1841 | 1846 | 1851 | 1856 |
| ---- | ---- | ---- | ---- | ---- | ---- | ---- | ---- | ---- |
| 125  | 128  | 127  | 141  | 192  | 193  | 159  | 157  | 173  |

| 1861 | 1866 | 1872 | 1876 | 1881 | 1886 | 1891 | 1896 | 1901 |
| ---- | ---- | ---- | ---- | ---- | ---- | ---- | ---- | ---- |
| 177  | 184  | 160  | 150  | 162  | 155  | 141  | 144  | 144  |

| 1906 | 1911 | 1921 | 1926 | 1931 | 1936 | 1946 | 1954 | 1962 |
| ---- | ---- | ---- | ---- | ---- | ---- | ---- | ---- | ---- |
| 155  | 142  | 139  | 128  | 135  | 145  | 126  | 149  | 177  |

| 1968 | 1975 | 1982 | 1990 | 1999 | 2005 | 2006 | 2010 | 2015 |
| ---- | ---- | ---- | ---- | ---- | ---- | ---- | ---- | ---- |
| 142  | 134  | 223  | 259  | 260  | 265  | 271  | 244  | 249  |

| 2020 | 2022 | - | - | - | - | - | - | - |
| ---- | ---- | - | - | - | - | - | - | - |
| 220  | 214  | - | - | - | - | - | - | - |

#### Pyramide des âges
La population de la commune est relativement âgée.
En 2018, le taux de personnes d'un âge inférieur à 30 ans s'élève à 25,5 %, soit en dessous de la moyenne départementale (37,3 %). À l'inverse, le taux de personnes d'âge supérieur à 60 ans est de 34,5 % la même année, alors qu'il est de 22,8 % au niveau départemental.
En 2018, la commune comptait 128 hommes pour 111 femmes, soit un taux de 53,56 % d'hommes, largement supérieur au taux départemental (48,89 %).
Les pyramides des âges de la commune et du département s'établissent comme suit.
| Hommes | Classe d’âge | Femmes |
| ------ | ------------ | ------ |
| 0,0    | 90 ou +      | 0,0    |
| 5,9    | 75-89 ans    | 5,9    |
| 28,0   | 60-74 ans    | 29,4   |
| 25,4   | 45-59 ans    | 28,4   |
| 12,7   | 30-44 ans    | 13,7   |
| 12,7   | 15-29 ans    | 7,8    |
| 15,3   | 0-14 ans     | 14,7   |

| Hommes | Classe d’âge | Femmes |
| ------ | ------------ | ------ |
| 0,5    | 90 ou +      | 1,4    |
| 5,5    | 75-89 ans    | 7,6    |
| 15,6   | 60-74 ans    | 16,3   |
| 20,8   | 45-59 ans    | 20     |
| 19,4   | 30-44 ans    | 19,4   |
| 17,6   | 15-29 ans    | 16,2   |
| 20,6   | 0-14 ans     | 19,1   |

### Vie associative
Le club des Compagnons de la nuit minérale, le plus important club de spéléologie de l'Oise, dont le siège est à Senlis, a son centre d'entrainement à la carrière des vignes de Maysel,.

## Économie
- Carrière des vignes exploitée par Rocamat, où sont extraites des pierres calcaires[33].

## Culture locale et patrimoine

### Lieux et monuments
On peut signaler : 
- Église Saint-Didier, constituée d'une nef unique, datant partiellement du XIIIe siècle et reconstruite au XVIe siècle, notamment en ce qui concerne sa charpente en carène de bateau, et un chœur pentagonal, de ma même époque de style Renaissance. Le petit clocher été bâti au revers de la façade en 1866.
À l'intérieur se trouve une remarquable Vierge à l’Enfant, en pierre du XVe siècle[35].

- Ancien puits publics sur la Grande-Rue.
- Calvaire sur la Grande-Rue, au sud du village.
- Carrière des Vignes, en exploitation, appréciée pour l'entrainement des spéléologues du club des Compagnons de la nuit minérale de Senlisl[33].
- Sentier de grande randonnée 11 (GR11), qui passe dans le village.
- Chemin de randonnée À l'orée du bois Saint-Michel, long de 6,8 km, qui s'étend également sur Cramoisy et sur Saint-Vaast-lès-Mello[36].

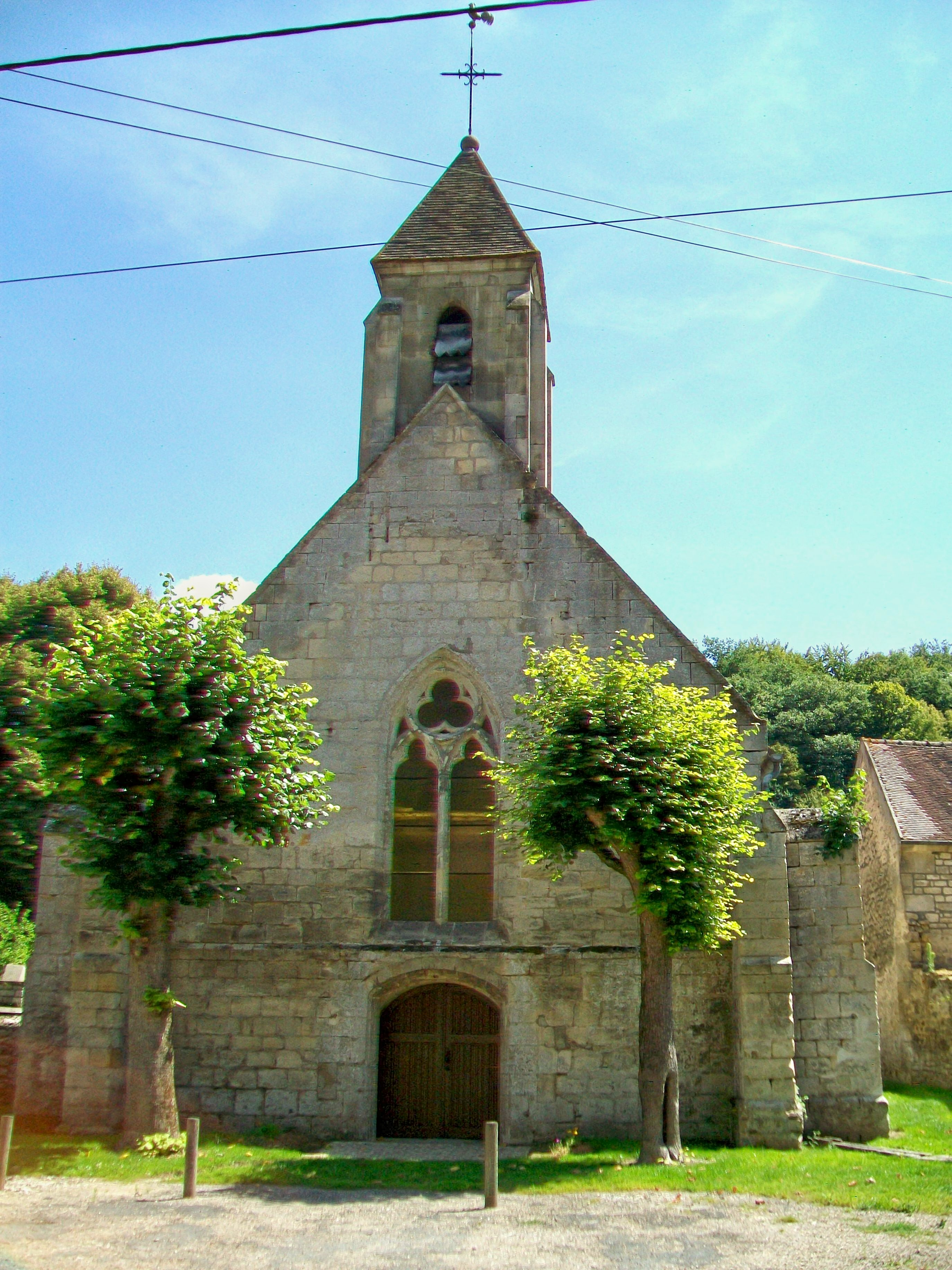
L'église Saint-Didier.
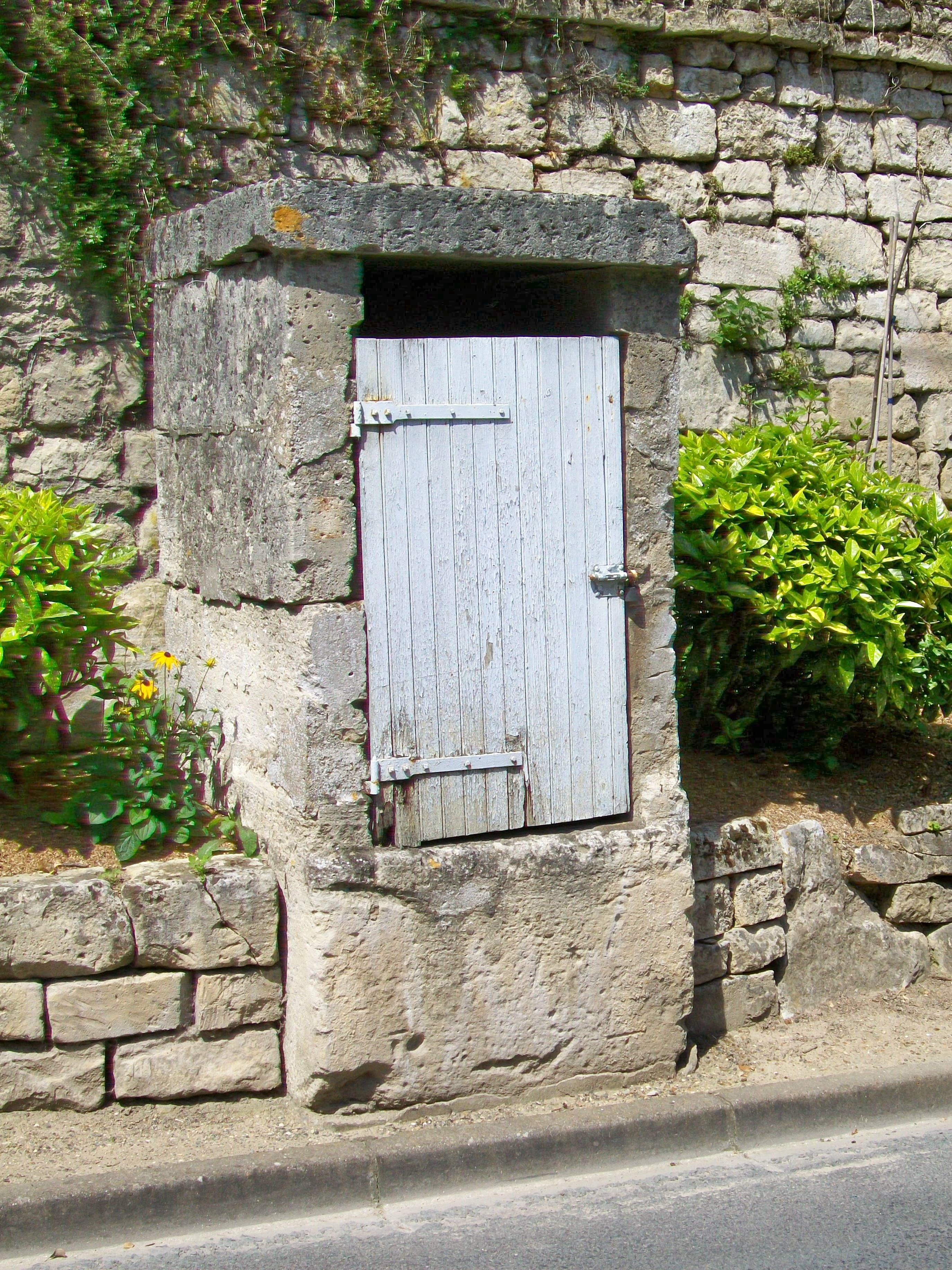
L'ancien puits public.
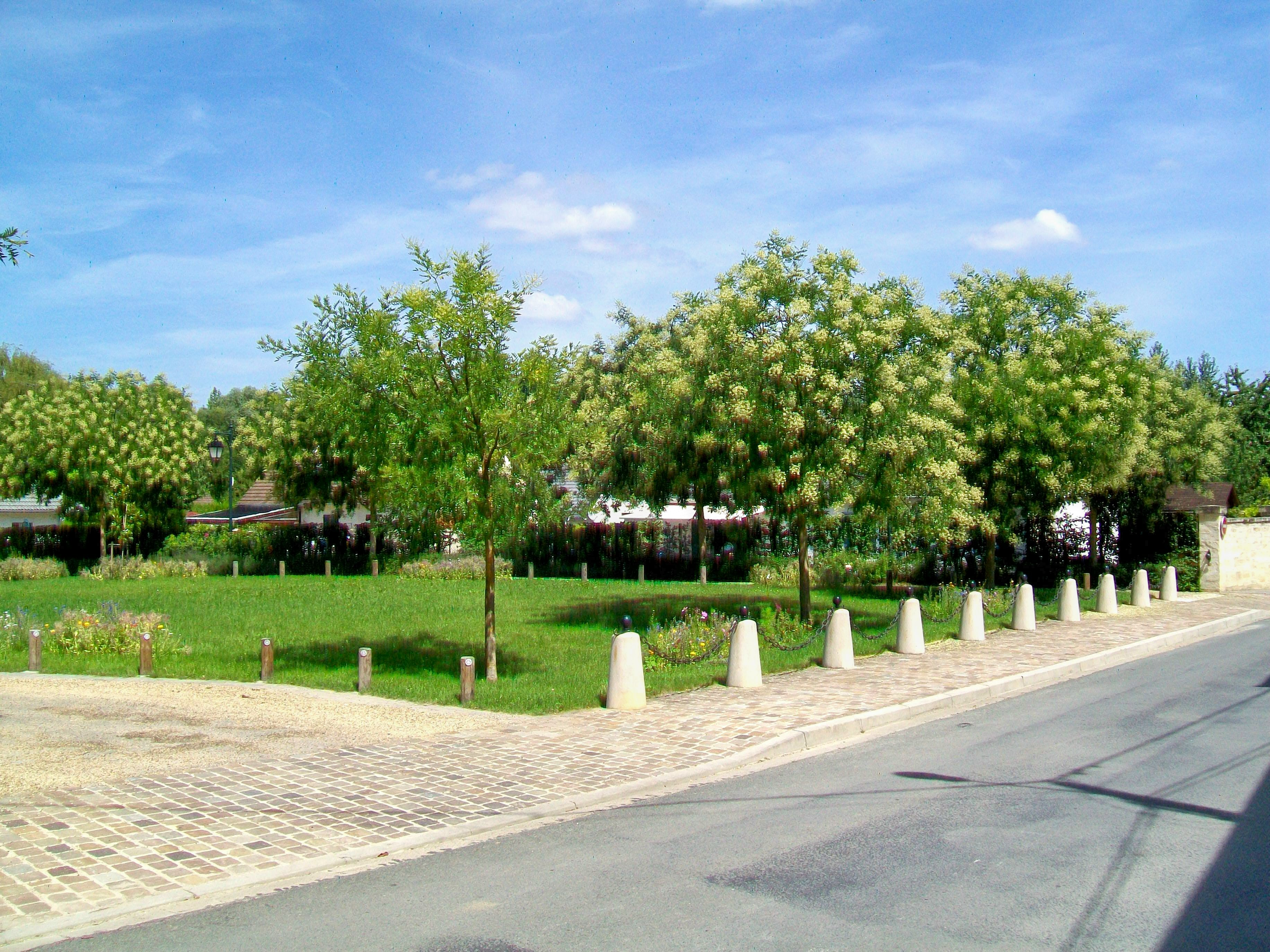
Jardin public, rue du Petit marais.
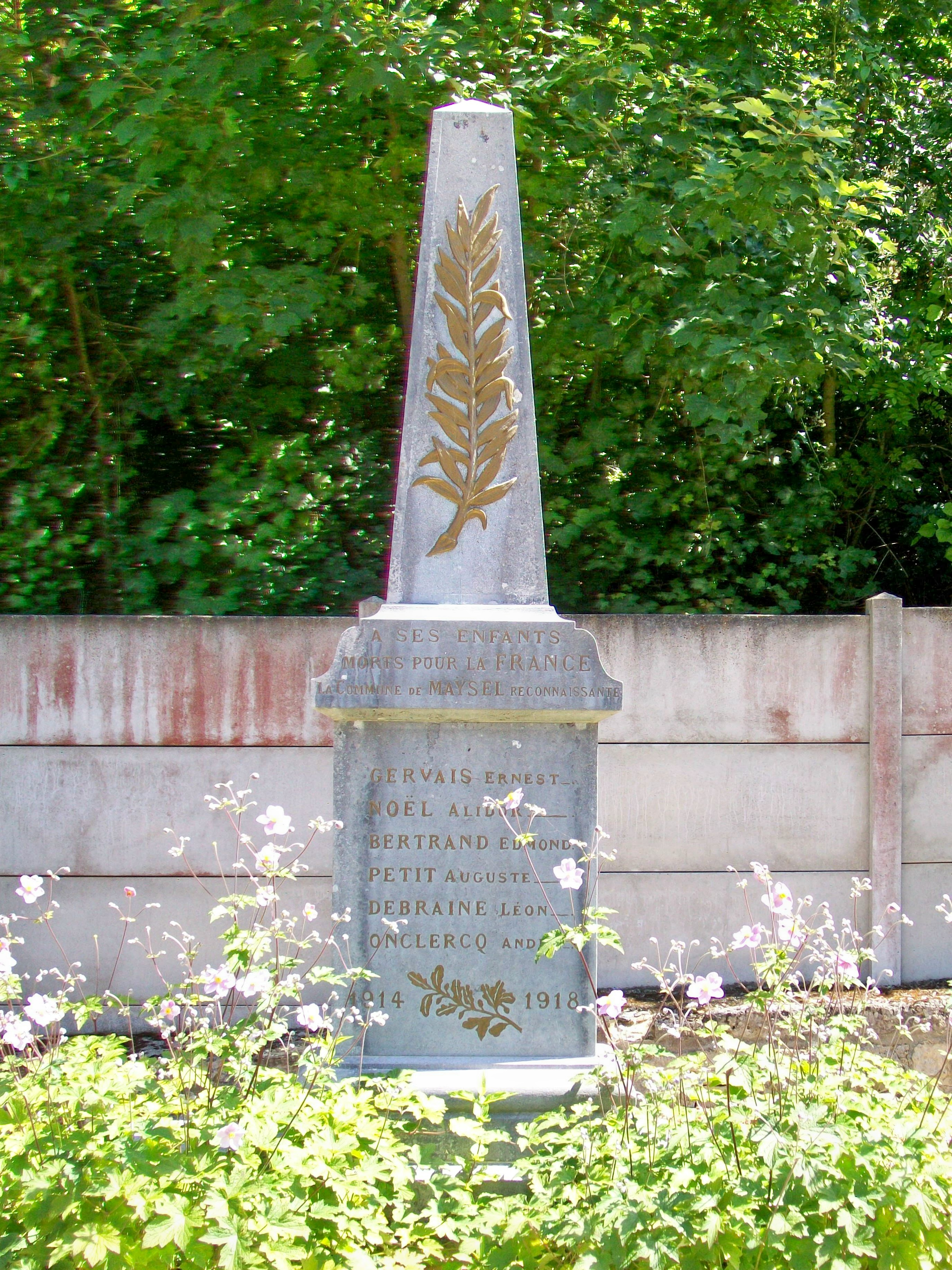
Monument aux morts, au cimetière.
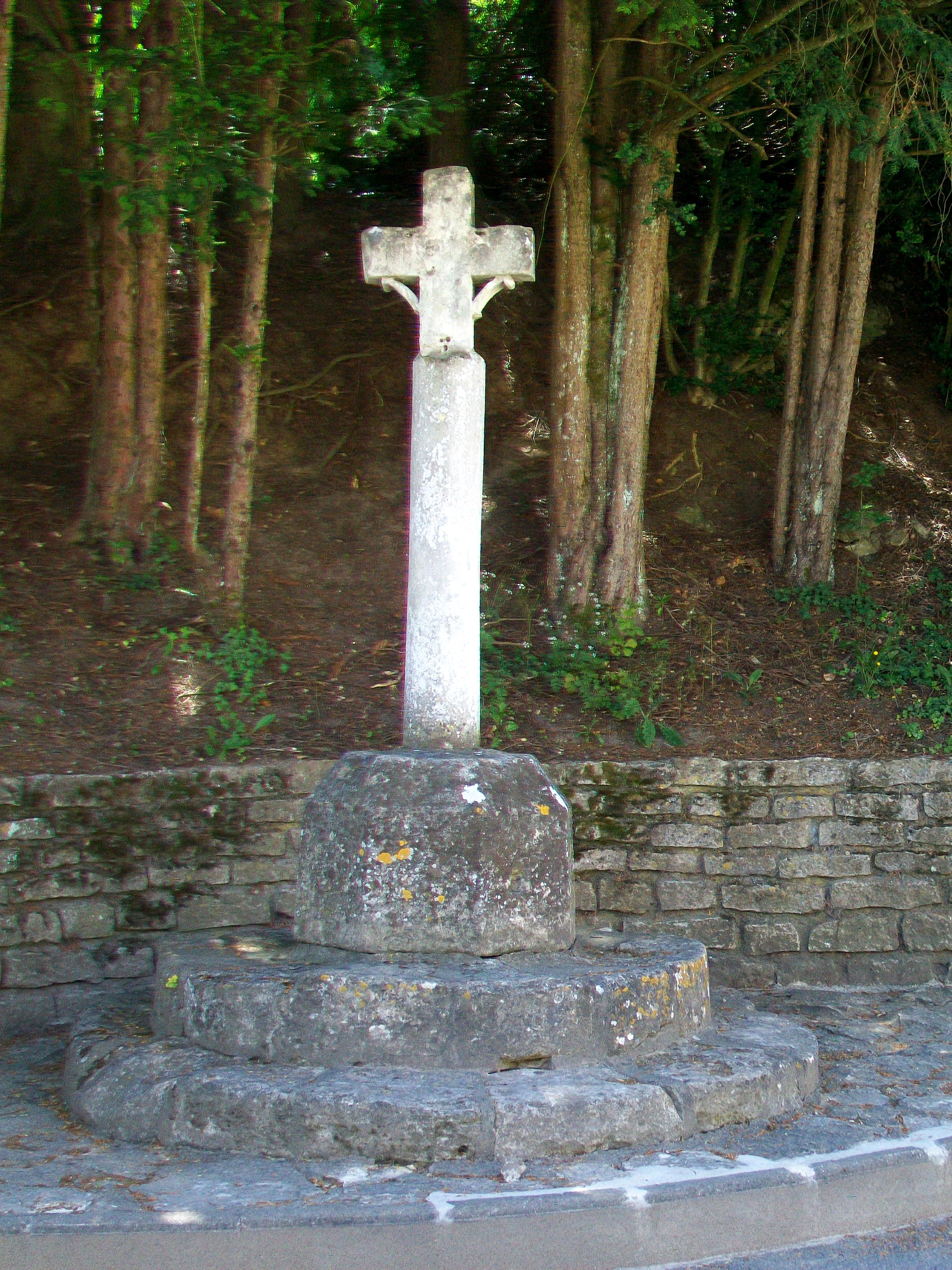
Le calvaire au sud du village, à la fin de la Grande rue.

### Personnalités liées à la commune
- Louis de Luxembourg-Ligny dit le connétable de Saint-Pol, connétable de France, exécuté en 1475 sur ordre du roi Louis XI, a habité le château de Maysel[37].

## Pour approfondir